# Mount Selma
Mount Selma är ett berg i Australien. Det ligger i regionen Baw Baw och delstaten Victoria, omkring 130 kilometer öster om delstatshuvudstaden Melbourne. Toppen på Mount Selma är 1 463 meter över havet, eller 402 meter över den omgivande terrängen. Bredden vid basen är 13,4 km.
Runt Mount Selma är det mycket glesbefolkat, med 2 invånare per kvadratkilometer.. 
I omgivningarna runt Mount Selma växer i huvudsak städsegrön lövskog. Genomsnittlig årsnederbörd är 1 585 millimeter. Den regnigaste månaden är juni, med i genomsnitt 204 mm nederbörd, och den torraste är januari, med 68 mm nederbörd.